# سبرينغ (شركة طيران)
سبرينغ هي شركة طيران صينية، تشتغل بنظام الطيران منخفض التكلفة، يقع مقرها الرئيسي في شانغهاي بجمهورية الصين الشعبية. تتوفر سبرينغ على أسطول مُكون من طائرات إيرباص فقط، وتُشغل رحلات جوية تجارية داخلية ودولية إلى وجهات عديدة.

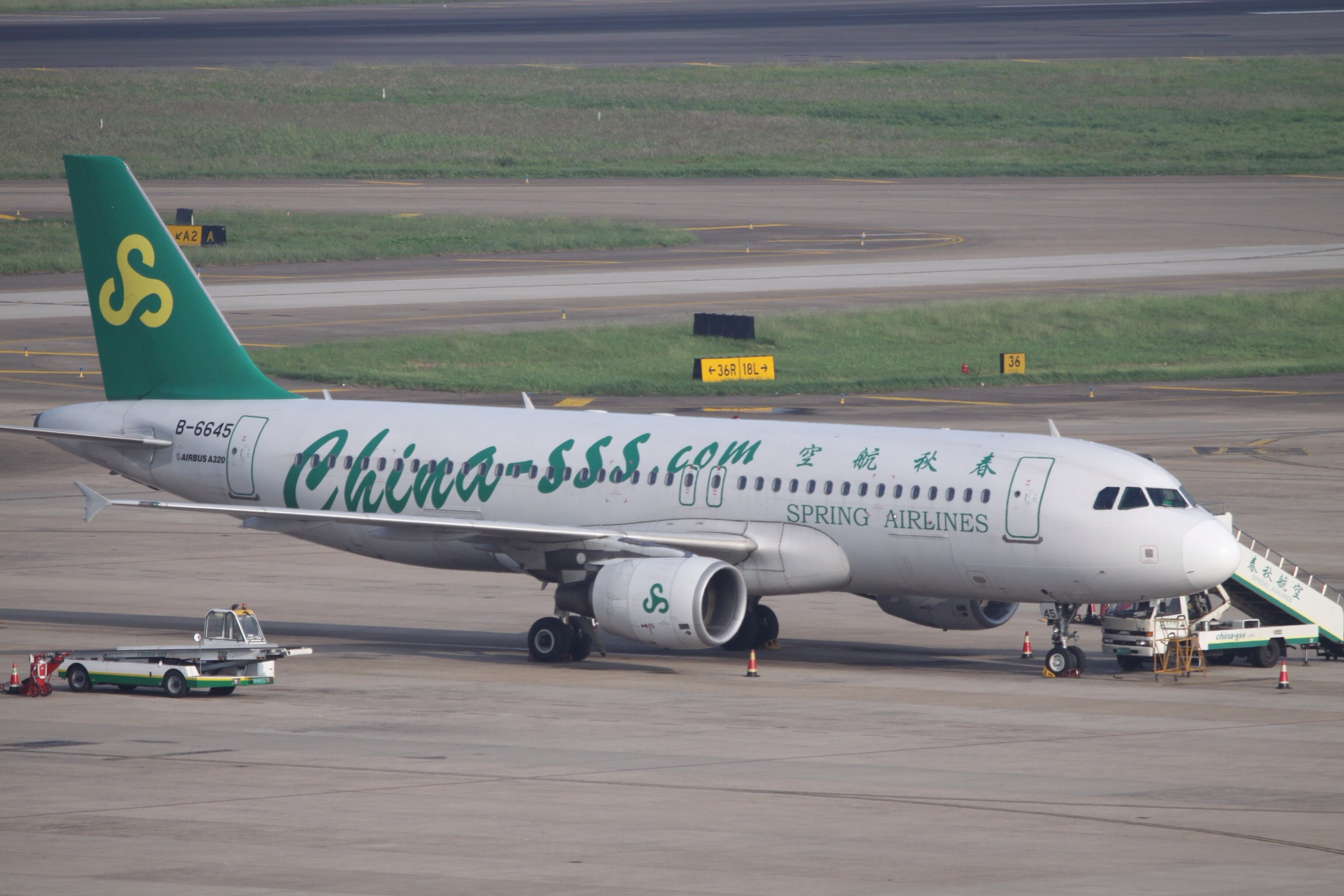
طائرة سبرينغ، من طراز إيرباص إيه 320

## تاريخ
حصلت سبرينغ على الموافقة لتأسيسها في 26 ماي 2004. وتم تسليم أول طائراتها، وهي طائرة من طراز إيرباص إيه 320 في 12 يوليوز 2005 ، في مطار شنغهاي هونغكياو الدولي. بدأت شركة الطيران سبرينغ عملياتها في 18 يوليوز 2005 وكانت أول رحلة في ذلك اليوم بين شانغهاي ويانتاى. كما أطلقت الشركة رحلات جوية يومية إلى غويلين. وللإبقاء على تكاليف التشغيل منخفضة، قررت سبرينغ عدم السماح لوكالات الأسفار ببيع تذاكرها، ولكن بالمقابل قررت بيع التذاكر حصرياً على موقعها الإلكتروني.
في يوليوز 2009، حصلت سبرينغ على الموافقة من الإدارة العامة للطيران المدني بجمهورية الصين الشعبية لإنشاء خطوط جوية دولية، مما جعلها أول شركة طيران إقتصادي في جمهورية الصين الشعبية تُشغل رحلات دولية. ومنذ ذالك الوقت وبعد الحصول على الموافقة، بدأت الشركة بالتخطيط لتشغيل خطوط جوية تربط بين مدن صينية و هونغ كونغ وماكاو، بالإضافة إلى تشغيل خطوط جوية للدول المُجاورة مثل اليابان، كوريا الجنوبية، كمبوديا، سنغافورة، فيتنام، وتايلاند.
في 29 يوليوز 2010، أطلقت سبرينغ أول خط جوي دولي لها يربط بين شانغهاي وطوكيو، وقد إنطلقت الرحلة من مطار شانغهاي الدولي إلى مطار إباراكي الدولي والذي يبعد عن طوكيو بـ 80 كلم. ثم لاحقاً دشنت الشركة رحلات جوية نحو هونغ كونغ وماكاو.
في عام 2012، تم تدشين شركة طيران فرعية في اليابان، تحت اسم سبرينغ اليابان، وهي تابعة للشركة الأم سبرينغ، ويعتبر هذا الإنجار كبيراً للشركة باعتبارها أول شركة طيران صينية تقوم بهذا الإنجاز.
في عام 2015، أعلنت شركة الطيران سبرينغ أنها ستقوم بالإستثمار في مجال الفنادق، وأعلنت نيتها لتدشين فندق يتكون من 300 غرفة في اليابان، وهو ما يعتبر إنجازاً كبيراً يُحسب للشركة، خصوصاً باعتبارها شركة طيران اقتصادي.

## الوجهات
تُشغل سبرينغ رحلات جوية داخلية في الصين ورحلات جوية دولية نحو الدول الآسيوية المُجاورة للصين.

## الأسطول
| نوع الطائرة        | في الخدمة | الطلبيات |
| ------------------ | --------- | -------- |
| إيرباص إيه 320     | 80        | _        |
| إيرباص إيه 320 نيو | 9         | 3        |
| المجموع            | 89        | 3        |

## حوادث
- في 6 يونيو 2014، بمطار شيامن، طائرة إيرباص إيه 320 تابعة لشركة الطيران سبرينغ، عند محاولتها الهبوط بمدرج المطار خرجت عن المدرج بشكل طفيف وقامت بضرب بعض الأضواء المثبثة على المدرج، مما جعل الطيار يلغي عملية الهبوط ويقوم بعملية هبوط ثانية، الحادثة لم تخلف أي ضحايا، لكنها بالمُقابل سببت أضرار مادية كبيرة لجسم الطائرة، وقد تم فتح تحقيق من قبل مجلس التحقيق في حوادث الطيران في جمهورية الصين الشعبية.